# Kitzeck im Sausal

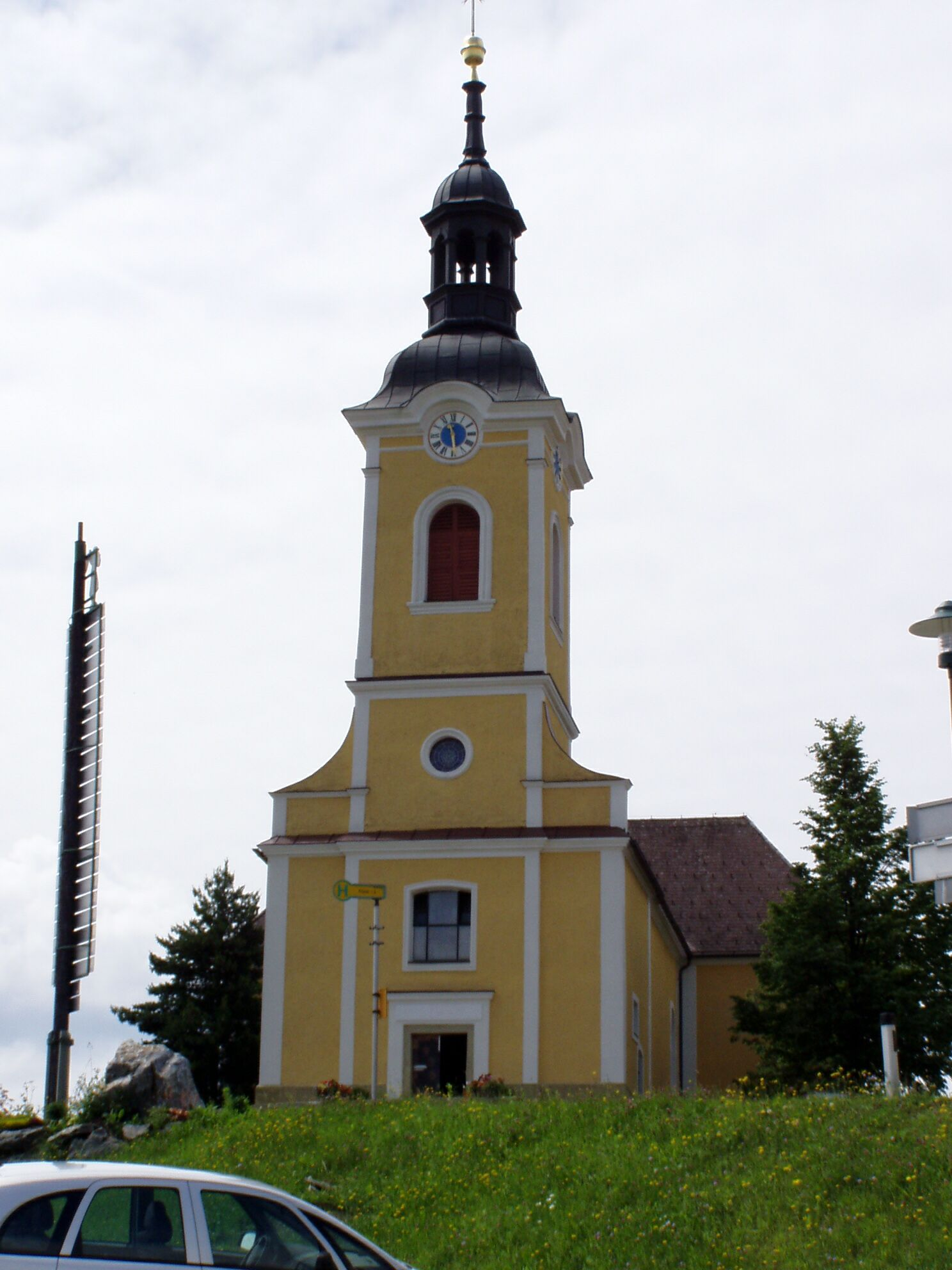
Nhà thờ Kitzeck, thế kỷ 17

Kitzeck là thị trấn nằm trong dãy núi Sausal phía nam Steiermar, Áo. Kinh tế địa phương dựa vào ngành trồng nho và du lịch.
Tại đây có nhà thờ cổ thế kỷ 17.